# 卡斯泰尔诺德莱维斯
卡斯泰尔诺-德莱维斯（法語：Castelnau-de-Lévis，法語發音：[kastɛlno də levis]）是法国奥克西塔尼大区塔恩省的一个市镇，位于该省中北部，塔恩河右岸，省会阿尔比市区西北，属于阿尔比区和大阿尔比城市圈公共社区。

## 地理
卡斯泰尔诺-德莱维斯（43°56'15"N, 2°5'1"E）面积21.42 平方千米，位于法国奧克西塔尼大區塔恩省，该省份为法国南部内陆省份，北起顺时针与阿韦龙省、埃罗省、奥德省、上加龙省和塔恩-加龙省接壤。
与卡斯泰尔诺-德莱维斯接壤的市镇（或旧市镇、城区）包括：阿尔比、贝尔纳克、卡尼亚克莱米讷、拉巴斯蒂代德莱维、塔恩河畔马尔萨克、泰尔萨克、圣克鲁瓦。
卡斯泰尔诺-德莱维斯的时区为UTC+01:00、UTC+02:00（夏令时）。

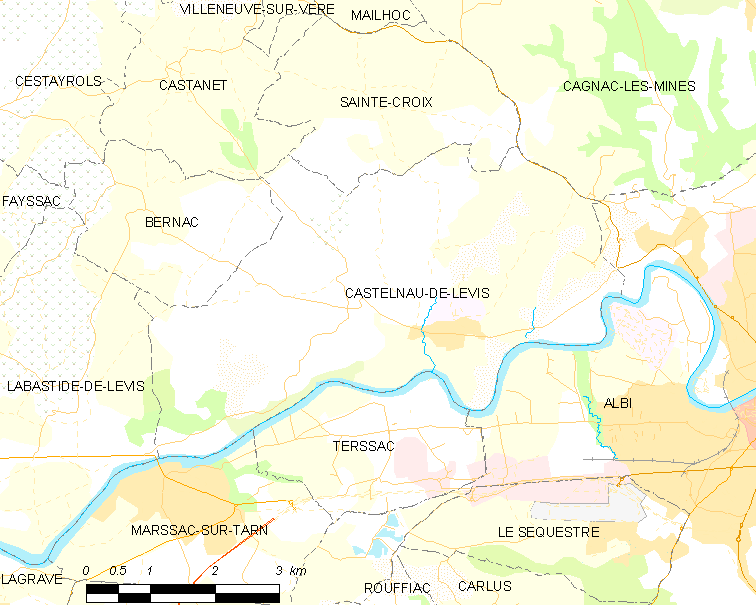
卡斯泰尔诺-德莱维斯的OSM定位图

## 行政
卡斯泰尔诺-德莱维斯的邮政编码为81150，INSEE市镇编码为81063。

## 政治
卡斯泰尔诺-德莱维斯所属的省级选区为阿尔比第三县。

## 人口

1962-2008年间卡斯泰尔诺-德莱维斯人口变化图示

卡斯泰尔诺-德莱维斯于2022年1月1日时的人口数量为1615人。